# Démographie de l'Afrique
Le graphique qui aurait dû être présenté ici ne peut pas être affiché car il utilise l'ancienne extension Graph, désactivée pour des questions de sécurité. Des indications pour créer un nouveau graphique avec la nouvelle extension Chart sont disponibles ici.

- Source : Worldpopulationreview à partir des données de l'ONU[1]

| Carte de l'Afrique indiquant l'indice de développement humain (2021).                                                                |                                                     |
| \| 0.800–0.849 0.750–0.799 0.700–0.749 0.650–0.699 0.600–0.649 0.550–0.599 \| 0.500–0.549 0.450–0.499 0.400–0.449 ≤ 0.399 No data \| |                                                     |
| 0.800–0.849 0.750–0.799 0.700–0.749 0.650–0.699 0.600–0.649 0.550–0.599                                                              | 0.500–0.549 0.450–0.499 0.400–0.449 ≤ 0.399 No data |

Pyramide des âges de l'Afrique (2023).

La démographie de l'Afrique est l'ensemble des données et des études concernant la population de l'Afrique à toutes les époques.
De 100 millions d’habitants en 1900, la population de l'Afrique est passée à environ 275 millions dans les années 1950-1960, puis à 640 millions en 1990 et à 1,4 milliard en 2022 soit 18 % de la population mondiale.
Depuis 1950, les projections de l'ONU à 30 ou 50 ans se sont révélées relativement correctes. La population de l'Afrique subsaharienne uniquement pourrait tripler entre 2020 et la fin du siècle, passant de 1 à 3 milliards d'habitants.
Selon la projection démographique intermédiaire de l'ONU tenant compte des scénarios moyens d'évolution prévue, principalement de la mortalité, de la fécondité et de la structure par âge, dans les années 2050 la population de l'Afrique se situerait aux environs de 2,5 milliards puis, projection beaucoup plus incertaine, vers 4,4 milliards en 2100 ce qui entraînerait des bouleversements politiques, culturels et écologiques majeurs à l’échelle de la planète tout entière.
En 2021, l'Afrique était la région avec plus fort taux de fécondité, s'élevant à 4.3 enfants par femme, ce qui en fait la seule région du monde avec l'Océanie (2.15) à avoir une natalité de remplacement.

## Histoire

### Histoire précoloniale

#### Les sources écrites et archéologiques
En l'absence de recensements ou de registres, il est difficile de mesurer la population noire africaine avant les premières enquêtes de l'administration coloniale, française, britannique ou allemande. Les historiens sont obligés de recouper les témoignages écrits avec les vestiges archéologiques souvent imposants, en comparant le tout avec plusieurs éléments de la civilisation des sociétés noires africaines. Ce travail passe par un inventaire exhaustif et détaillé des écrits des auteurs arabes et des premiers voyageurs européens des XVIe et XVIIe siècles qui furent les seuls à avoir vu l'Afrique noire avant les actions portugaises et marocaines, et les razzias arabes et portugaises qui ont évolué vers la traite négrière, orientale ou atlantique, à grande échelle.
La démographie de l'Afrique d'avant la colonisation évolue aussi dans sa structure et sa répartition. Les grands empires et les royaumes se sont disloqués, les nouveaux petits royaumes ont commencé à se faire une guerre incessante, comme au Moyen Âge en Europe, en particulier dans les zones attaquées très tôt par les Portugais, au sud-ouest, ou par les Arabes au nord-est. Entre 1641 et 1680, la population de Luanda double et atteint 40 000 habitants mais la variole et les guerres intestines et razzias pour capturer des esclaves déciment l'arrière-pays, la population des villages chutant.

#### L'impact des relations commerciales et militaires
Les recherches sur l'histoire des maladies montrent aussi l'impact des relations commerciales et militaires avec les populations arabes, dans de nombreuses régions comme l'Oubangui-Chari. La comparaison avec les études de l'historien Jean Noël Biraben, ancien directeur de recherche à l'INED (Institut national d'études démographiques), chargé de l'histoire des maladies, permet aux historiens de faire un parallèle avec la baisse de la population de l'Amérique latine, selon lui passée de 39 millions en 1500 à 10 millions en 1600 et 1700, en un seul siècle, suivie d'un autre siècle de stagnation. L'historien Pap Ndiaye, dans un historique des évaluations successives de la population autochtone américaine à l'arrivée de Christophe Colomb (de 16 millions en 1830 à trente-deux fois moins en 1900) montre qu'il est difficile d'évaluer ce phénomène même si les évaluations s'étaient resserrées en 2003 dans une fourchette entre 6 et 8
La chute démographique en Afrique est cependant plus facile à évaluer car étalée sur trois siècles, avec une accélération brutale dans le dernier tiers du XVIIIe siècle, par un processus plus lent et différent, auquel ont contribué les traites négrières. Les travaux des historiens Raymond Mauny, William G. L. Randies et Pierre Kalck établissent qu'il fallait en moyenne compter 3 à 5 morts, pour un esclave déporté.
Les travaux des démographes et historiens montrent depuis les années 1980 que trois traites se sont complétées et recoupées, et qu'elles ont convergé pour croître fortement entre le XVIe  et le XVIIIe siècle, profitant toutes les trois du morcellement, de la militarisation et de l'appauvrissement des royaumes africains. La géographe et historienne Marie-Louise Maes parle d'« une Guerre de Cent Ans qui a duré trois siècles (XVIIe, XVIIIe et XIXe siècles), avec les armes de la Guerre de Trente Ans », qui a provoqué selon l'universitaire une hémorragie démographique du même impact et de la même ampleur que ce qu'avait connu la France pendant la Guerre de Cent Ans. À la ponction directe des traites orientales et atlantique s'est ajouté l'impact de l'introduction d'armes à feu dans les royaumes africains, causant à la fois leur fragmentation et une croissance exponentielle de la traite interafricaine. Ce morcellement s'est produit à partir de 1580, quand les relations entre Portugais et Angolais s'envenimèrent. Les Portugais ne se satisfaisaient plus qu'on ne leur livre que les condamnés à mort. En 1583, ils « ont conquis la moitié du royaume et battu quatre armées du roi. Des milliers de ses vassaux ont été tués... d'innombrables esclaves ont été capturés... ».
« La sollicitation extérieure provoqua une grande extension et la prolifération de l’esclavage en Afrique noire » malgré des résistances locales. Le Roi du Portugal répondit par la négative aux lettres de protestation au milieu du XVe siècle du roi Alphonse Ier du Kongo, pourtant converti, comme son père, au christianisme, dont un successeur fut assassiné, et qui écrivit aussi au pape. Plus tard c'est le comptoir français du Sénégal qui a livré des armes aux Maures pour combattre le Damel car il s'opposait au passage des caravanes de la traite orientale.
Les recherches dans plusieurs régions (Tchad, Soudan nilotique, Gabon, Congo, et République centrafricaine) ont indiqué qu'entre 1860 et 1930, l'Afrique noire a perdu le tiers ou plus de sa population, qui aurait été approximativement de 200 millions en 1860.
Il y a quatre siècles environ, l'Afrique représentait près de 17 % de la population mondiale. Ce chiffre a chuté pour atteindre 7 % en 1900. En 2019, l'Afrique représente de nouveau 17 % de la population mondiale.

### Histoire postcoloniale
| Année | Population de l'Afrique | Population mondiale | Part de l'Afrique |
| ----- | ----------------------- | ------------------- | ----------------- |
| 1950  | 227 794 000             | 2 536 431 000       | 9,0 %             |
| 1960  | 283 361 000             | 3 034 950 000       | 9,3 %             |
| 1970  | 363 448 000             | 3 700 437 000       | 9,8 %             |
| 1980  | 476 386 000             | 4 458 004 000       | 10,7 %            |
| 1990  | 630 350 000             | 5 327 231 000       | 11,8 %            |
| 2000  | 810 984 000             | 6 143 494 000       | 13,2 %            |
| 2010  | 1 039 304 000           | 6 956 824 000       | 14,9 %            |
| 2020  | 1 340 598 000           | 7 794 799 000       | 17,2 %            |

En 2100, l'Afrique pourrait représenter plus de 39 % de la population mondiale.

## Liste des pays d'Afrique par population
Ci-dessous une liste des pays d'Afrique classés par population :
| Rang | Pays                                         | Population  | Année |
| ---- | -------------------------------------------- | ----------- | ----- |
| 1    | Nigeria                                      | 214 028 302 | 2020  |
| 2    | Éthiopie                                     | 108 113 150 | 2020  |
| 3    | Égypte                                       | 104 124 440 | 2020  |
| 4    | République démocratique du Congo             | 101 780 263 | 2020  |
| 5    | Tanzanie                                     | 58 552 845  | 2020  |
| 6    | Afrique du Sud                               | 56 463 617  | 2020  |
| 7    | Kenya                                        | 53 527 936  | 2020  |
| 8    | Soudan                                       | 45 561 556  | 2020  |
| 9    | Algérie                                      | 43 972 878  | 2020  |
| 10   | Ouganda                                      | 43 252 966  | 2020  |
| 11   | Maroc                                        | 36 910 558  | 2021  |
| 12   | Angola                                       | 32 522 339  | 2020  |
| 13   | Mozambique                                   | 30 098 197  | 2020  |
| 14   | Ghana                                        | 29 340 248  | 2020  |
| 15   | Cameroun                                     | 27 744 989  | 2020  |
| 16   | Côte d'Ivoire                                | 27 481 086  | 2020  |
| 17   | Madagascar                                   | 26 955 737  | 2020  |
| 18   | Niger                                        | 22 772 361  | 2020  |
| 19   | Malawi                                       | 21 196 629  | 2020  |
| 20   | Burkina Faso                                 | 20 835 401  | 2020  |
| 21   | Mali                                         | 19 553 397  | 2020  |
| 22   | Zambie                                       | 17 426 623  | 2020  |
| 23   | Tchad                                        | 16 877 357  | 2020  |
| 24   | Sénégal                                      | 15 736 368  | 2020  |
| 25   | Zimbabwe                                     | 14 546 314  | 2020  |
| 26   | Bénin                                        | 12 864 634  | 2020  |
| 27   | Rwanda                                       | 12 712 431  | 2020  |
| 28   | Guinée                                       | 12 527 440  | 2020  |
| 29   | Burundi                                      | 11 865 821  | 2020  |
| 30   | Somalie                                      | 11 757 124  | 2020  |
| 31   | Tunisie                                      | 11 972 169  | 2024  |
| 32   | Soudan du Sud                                | 10 561 244  | 2020  |
| 33   | Togo                                         | 8 608 444   | 2020  |
| 34   | Libye                                        | 6 890 535   | 2020  |
| 35   | Sierra Leone                                 | 6 624 933   | 2020  |
| 36   | Érythrée                                     | 6 081 196   | 2020  |
| 37   | République centrafricaine                    | 5 990 855   | 2020  |
| 38   | République du Congo                          | 5 293 070   | 2020  |
| 39   | Liberia                                      | 5 073 296   | 2020  |
| 40   | Mauritanie                                   | 4 005 475   | 2020  |
| 41   | Namibie                                      | 2 630 073   | 2020  |
| 42   | Botswana                                     | 2 317 233   | 2020  |
| 43   | Gabon                                        | 2 230 908   | 2020  |
| 44   | Gambie                                       | 2 173 999   | 2020  |
| 45   | Lesotho                                      | 1 969 334   | 2020  |
| 46   | Guinée-Bissau                                | 1 927 104   | 2020  |
| 47   | Maurice                                      | 1 379 365   | 2020  |
| 48   | Eswatini                                     | 1 104 479   | 2020  |
| 49   | Djibouti                                     | 921 804     | 2020  |
| 50   | Comores                                      | 846 281     | 2020  |
| 51   | Guinée équatoriale                           | 836 178     | 2020  |
| 52   | Cap-Vert                                     | 583 255     | 2020  |
| 53   | Sao Tomé-et-Principe                         | 211 122     | 2020  |
| 54   | Seychelles                                   | 95 981      | 2020  |
| 55   | Sainte-Hélène, Ascension et Tristan da Cunha | 7 862       | 2020  |

## Liste des régions d'Afrique par population

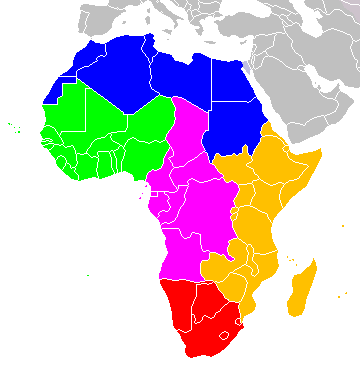
Régions d'Afrique :
Afrique du Nord
Afrique de l'Ouest
Afrique centrale
Afrique de l'Est
Afrique australe

Les cinq régions d'Afrique classées par population :
| Rang | Région             | Population en 2013 |
| ---- | ------------------ | ------------------ |
|      | Afrique            | 1 110 635 000      |
| 1    | Afrique de l'Est   | 373 202 000        |
| 2    | Afrique de l'Ouest | 331 255 000        |
| 3    | Afrique du Nord    | 210 002 000        |
| 4    | Afrique centrale   | 135 750 000        |
| 5    | Afrique australe   | 60 425 000         |

## Densité de population

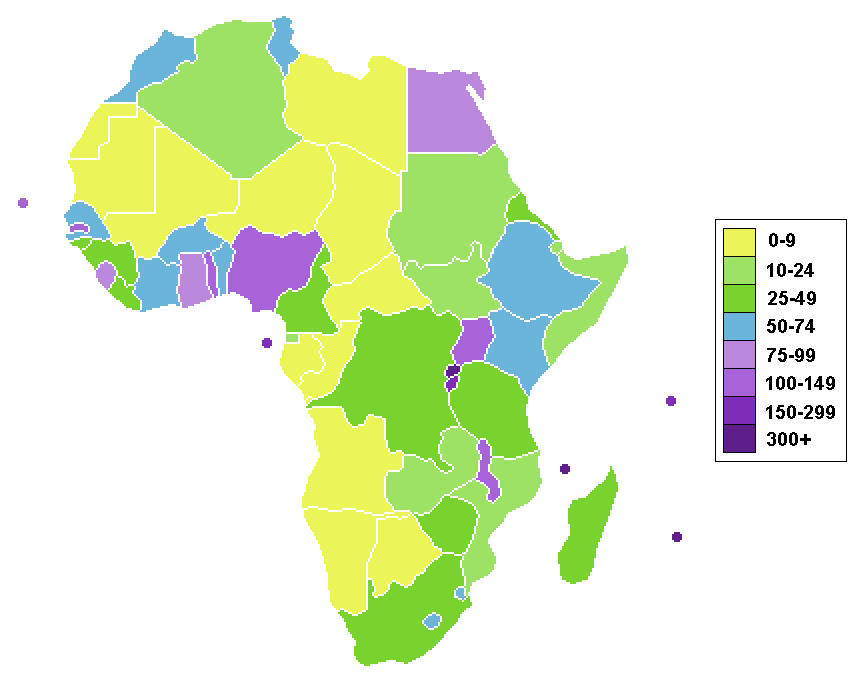
Densité de population en Afrique

La population est très inégalement répartie. En 2019, la densité est légèrement supérieure à 43 habitants au kilomètre carré, soit trois fois inférieure à celle de l'Union européenne.
Cependant la densité utile (par kilomètre carré utile) est beaucoup plus forte que la densité générale (2,5 fois pour l'Afrique subsaharienne et 6 fois pour l'Afrique du Nord). Selon la FAO, la superficie utile ou utilisée est la somme de trois ensembles : les « terres arables », les « cultures permanentes » et les « prairies et pâturages permanents ». La surface des terres non cultivables est largement majoritaire et la qualité moyenne des sols cultivables est nettement plus faible que sur les autres continents, selon le géographe Pierre Gourou. Cette qualité risque de se détériorer encore avec la pression démographique et le réchauffement climatique.
Entre 1950 et 2010, la densité est passée de 8 à 34 habitants au km2, restant toutefois largement en deçà de la moyenne mondiale (47 habitants par kilomètre carré). Les zones les plus densément peuplées sont la côte du Maghreb d'Agadir à Tunis, la vallée du Nil jusqu'à Assouan, l'Éthiopie, l'Afrique de l'Ouest au sud d'une ligne reliant Dakar, Bamako, Ouagadougou et Abuja ainsi que la côte de l'Afrique australe entre Le Cap et Maputo. Aux extrêmes se trouvent l'île Maurice (600 habitants par kilomètre carré) et la Namibie (2 habitants par kilomètre carré). Contrairement à l'Asie, les grandes vallées fluviales ne sont pas très densément peuplées, à l'exception des bassins du Nil et du Niger.

## Santé

### Histoire du développement des soins de santé dans l’Afrique subsaharienne
En septembre 1987, l'Unicef et le comité régional de l'Organisation mondiale de la santé (OMS) annoncent le lancement de l'initiative de Bamako, créé en réponse à des problèmes financiers qui ont lieu dans la région dans les années 1980, et ayant pour objectif d'augmenter l'accès à la médication via l'implication de la communauté dans les fonds de roulement pour les médicaments,. La conférence de 1987 sur l'initiative de Bamako, organisée par l'OMS, se tient à Bamako, la capitale du Mali, et contribue à reformer la politique de santé de l'Afrique subsaharienne. Parmi les personnes présentes se trouvent les ministres de la santé de l'Afrique, qui préconisaient l'amélioration de l'accès aux soins de santé via la revitalisation du système de santé primaire,. Cette nouvelle stratégie fait augmenter de manière substantielle l'accessibilité via une réforme communautaire des soins de santé, ce qui donne une distribution de services plus équitable et plus efficace. La communauté régionale de la santé publique soulève des problèmes en réponse à l'initiative, dont l'égalité, l'accès, l'abordabilité, les problèmes d'intégration, l'importance relative donnée aux médicaments, la gestion, la dépendance, la logistique et la soutenabilité. Conséquemment à ces critiques, l'initiative se transforme pour aborder l'augmentation de l'accessibilité des services de santé, l'amélioration de la qualité des soins de service et l'amélioration générale de la gestion du système de santé. Une approche stratégique compréhensive est étendue pour tous les domaines dans les soins de santé, avec une amélioration subséquente dans les indicateurs des soins de santé, et dans l'efficacité et les coûts du système de santé,.

### Défis majeurs
La région subsaharienne subit des taux disproportionnels de maladies infectieuses et chroniques comparé à d'autres régions du monde.

#### Diabète
Le diabète de type 2 persiste en tant qu'épidémie dans la région, ce qui pose une crise sanitaire socioéconomique publique pour l’Afrique subsaharienne. Le manque de données pour des pathogènes et des sous-types de diabètes dans les communautés africaines subsahariennes ont mené à des écarts dans la documentation de l'épidémiologie pour la maladie. Des taux élevés de diabètes non diagnostiqués dans plusieurs pays laissent des individus exposés à un grand risque de complications chroniques, ce qui pose un risque élevé à la morbidité et à la mortalité liés au diabète dans la région.

#### VIH/Sida
En 2011, 69% des personnes dans le monde atteintes du VIH ou du sida habitaient en Afrique subsaharienne. En réponse, plusieurs initiatives ont été lancées pour éduquer le public sur le VIH et le sida. Parmi ces initiatives se trouvent des programmes de prévention combinés, considérés comme étant l'initiative la plus efficace, la campagne sur la Stratégie ABC, et les programmes de sensibilisation de la Desmond Tutu HIV Foundation. Selon un rapport spécial de 2013 distribué par le Programme commun des Nations unies sur le VIH/sida (ONUSIDA), le nombre de personnes atteintes d'un VIH en Afrique qui ont reçu un traitement antirétroviral en 2012 était sept fois plus élevé que le nombre de personnes qui avaient reçu le traitement en 2005, avec un supplément de presque 1 million pour l'année passée,. Le nombre de décès liés au sida en Afrique subsaharienne en 2011 était de 33% plus bas qu'en 2005 et le nombre de nouvelles infections dues au VIH en 2011 y était de 25% plus bas qu'en 2001.

#### Paludisme
Le paludisme est une maladie endémique d'Afrique subsaharienne, où ont lieu la majorité des cas et des décès liés à cette maladie dans le monde.

#### Mortalité maternelle et infantile

Carte de pays par taux de fertilité (2020), d'après le Population Reference Bureau

Des études montrent que plus de la moitié des morts maternelles se produisent en Afrique subsaharienne,. Des progrès sont cependant constaté dans la région : entre 1990 et 2018, les taux de mortalité maternelle chutent de moitié dans plusieurs pays du sous-continent. Par ailleurs, en juillet 2003, l'Union africaine ratifie le protocole de Maputo, qui engage les états signataires à interdire la mutilation génitale féminine.
45% des décès infantiles dans le monde ont lieu dans la région subsaharienne. Des études ont montré l'existence d'un lien entre la survie d'un enfant et l'éducation des mères, étant donné que le nombre d'années d'éducation est en corrélation de manière positive avec les taux de survie d'un enfant. Le lieu de vie est également un facteur, car le taux de mortalité infantile dans les espaces ruraux est supérieur à celui des régions urbaines.

#### Rougeole
Une immunisation de routine a été introduite dans les pays de l'Afrique subsaharienne dans le but de prévenir les épidémies de rougeole dans la région.

#### Maladies tropicales négligées
Les maladies tropicales négligées telles que l'ankylostomose englobent certaines des conditions de santé les plus communes, affectant environ 500 million d'individus dans la région subsaharienne.

#### Maladies non-transmissibles
Les résultats d'études sur la charge de morbidité révèlent que le taux de mortalité normalisé selon l'âge sur des maladies non-transmissibles dans au moins quatre pays subsahariens (dont l'Afrique du Sud, la République démocratique du Congo, le Nigeria, et l’Éthiopie) surpasse celui dans des pays au revenu élevé identifiés. Une amélioration dans les systèmes de statistiques et une augmentation des études épidémiologiques avec une analyse en profondeur des facteurs de risque de la maladie pourrait améliorer la compréhension des maladies non-transmissibles comme le diabète, l'hypertension, le cancer, les maladies cardiovasculaires ou l'obésité en Afrique subsaharienne et permettre de mieux éclairer les décisions autour de la politique de soins de santé dans la région.

#### Onchocercose
L'onchocercose (« cécité des rivières »), une cause commune de la cécité, est également endémique dans certaines parties de la région. Plus de 99% des personnes affectées par cette maladie dans le monde vivent dans 31 pays de cette région. En réponse, le programme africain pour le contrôle de l'onchocercose est lancé en 1995 avec pour but de contrôler la maladie.

#### Tuberculose
La tuberculose est l'une des principales causes de la morbidité et de la mortalité sur une échelle globale, surtout dans les populations hautement prévalentes du VIH dans la région subsaharienne, avec un taux de létalité élevé.

### Systèmes de santé nationaux
Le système de santé varie selon les pays. Au Ghana, la plupart des soins de santé proviennent du gouvernement et sont largement administrés par le ministère de la santé et les services de santé du Ghana (Ghana Health Services). Le système de santé a cinq niveaux de fournisseurs : les postes de santé, qui sont le premier niveau de premiers soins pour les zones rurales; les centres de soins et les cliniques; les hôpitaux de district; les hôpitaux régionaux; et les hôpitaux tertiaires. Ces programmes sont financés par le gouvernement du Ghana, des crédits financiers, l'IGF (Internally Generated Fund), et un fonds de santé mis en commun par les donateurs.
Une pénurie de professionnels de la santé combinée avec la migration de travailleurs de la santé de l'Afrique subsaharienne vers d'autres parties du monde (plus précisément dans des nations anglophones telles que les États-Unis et le Royaume-Uni) a eu un impact négatif sur la productivité et sur l'efficacité des systèmes de santé de la région.

Plus de 85% des individus en Afrique utilisent la médecine traditionnelle comme alternative aux soins médicaux conventionnels souvent coûteux et aux produits pharmaceutiques coûteux. Les chefs d'État de l'Organisation de l'unité africaine (OUA) et le gouvernement ont déclaré la décennie 2000 « Décennie Africaine » pour la médecine traditionnelle africaine, dans un effort pour promouvoir la résolution de la région africaine de l'OMS qui a été adoptée pour institutionnaliser la médecine traditionnelle dans les systèmes de santé à travers le continent. Les créateurs de politiques publiques dans la région sont mis au défi avec la considération de l'importance des systèmes de santé traditionnels/indigènes et si leur coexistence avec le sous-secteur médical moderne améliorerait l’équité et l'accessibilité de la distribution de soins de santé, l'état de santé des populations et le développement socioéconomique des nations dans l’Afrique subsaharienne.

Une carte de l'Afrique coloriée selon le pourcentage de la population adulte (15-49 ans) ayant un VIH ou le sida (Carte de 2002)[37].
L'espérance de vie a diminué de manière drastique dans l'Afrique Australe à cause du VIH/Sida[38].

## Fécondité
En 2019, l'indice synthétique de fécondité en Afrique est estimé à 4,4 enfants par femme, à peu près à mi-chemin entre le maximum de 6,8 en 1960 et l'indice correspondant au simple remplacement des générations (2,1), niveau qu'ont atteint l'Asie et l'Amérique latine en 2019.
Le record mondial de la fécondité appartient au Niger avec 6,8 enfants par femme en 2019, en recul par rapport à 2012 (7,6 enfants par femme). Tous les pays d'Afrique sont maintenant dans la phase de baisse de la fécondité, soit la seconde phase de la transition démographique. Cela accroit donc la part des 15-65 ans dans la pyramide des âges, donc le taux d'activité, qui, à condition qu'il soit élevé (problème du taux de chômage), peut contribuer à accélérer le développement, mais peut également augmenter la consommation de ressources énergétiques et minières et les problématiques environnementales accompagnant le développement économique, dont agricole.
La population de l'Afrique est très jeune : 41 % a moins de 15 ans. En 2012, l'âge médian du continent est de 20 ans. L'Ouganda et le Niger sont les pays les plus jeunes du monde : 49 % des habitants ont moins de 15 ans.

## Espérance de vie

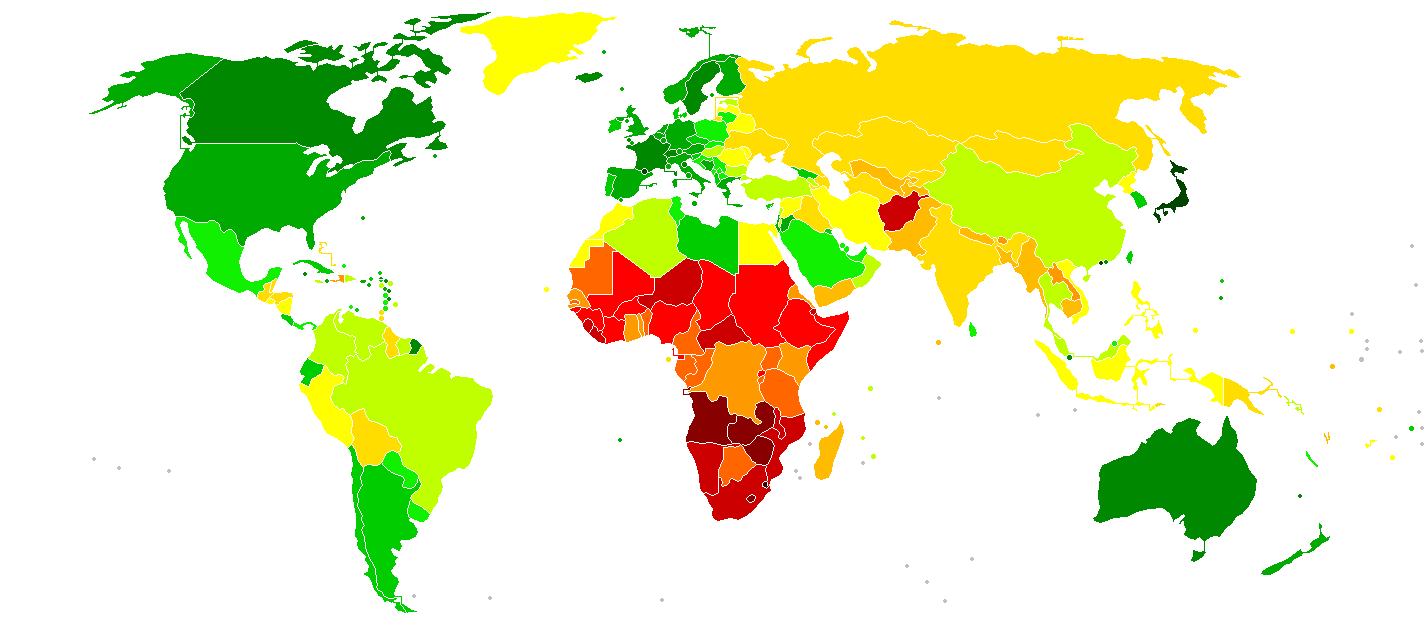
Espérance de vie par pays (chiffres de The World Factbook, 2007)

L'espérance de vie à la naissance (Evn) en Afrique est de 63,5 ans en 2019. Elle est en très forte progression par rapport à 1950 (Evn de 40 ans) mais elle reste nettement plus faible que la moyenne mondiale de 73 ans.

## Urbanisation
En 1960, seules deux villes, Le Caire et Johannesburg, dépassaient le million d'habitants. En 1999, elles sont 25 ; en 2009, il existe 57 mégalopoles africaines et les cinq villes les plus peuplées du continent sont Kinshasa, avec 13,9 millions d'habitants, Le Caire, avec 20,5 millions d'habitants, Lagos, avec 22,8 millions d'habitants, Khartoum, avec 5,2 millions d'habitants, et Luanda, avec 4,8 millions d'habitants.
Le taux d'urbanisation de l'Afrique est de 40 % en 2019. La croissance urbaine est en moyenne de 4 % par an, ce qui a pour effet un doublement de la population tous les 17 ans. Les bidonvilles sont importants. Les logements et les infrastructures urbaines de transport, d'adduction d'eau, de santé ou d'éducation sont généralement insuffisantes. L'emploi informel, comme dans les zones rurales, est majoritaire.

## Ethnies

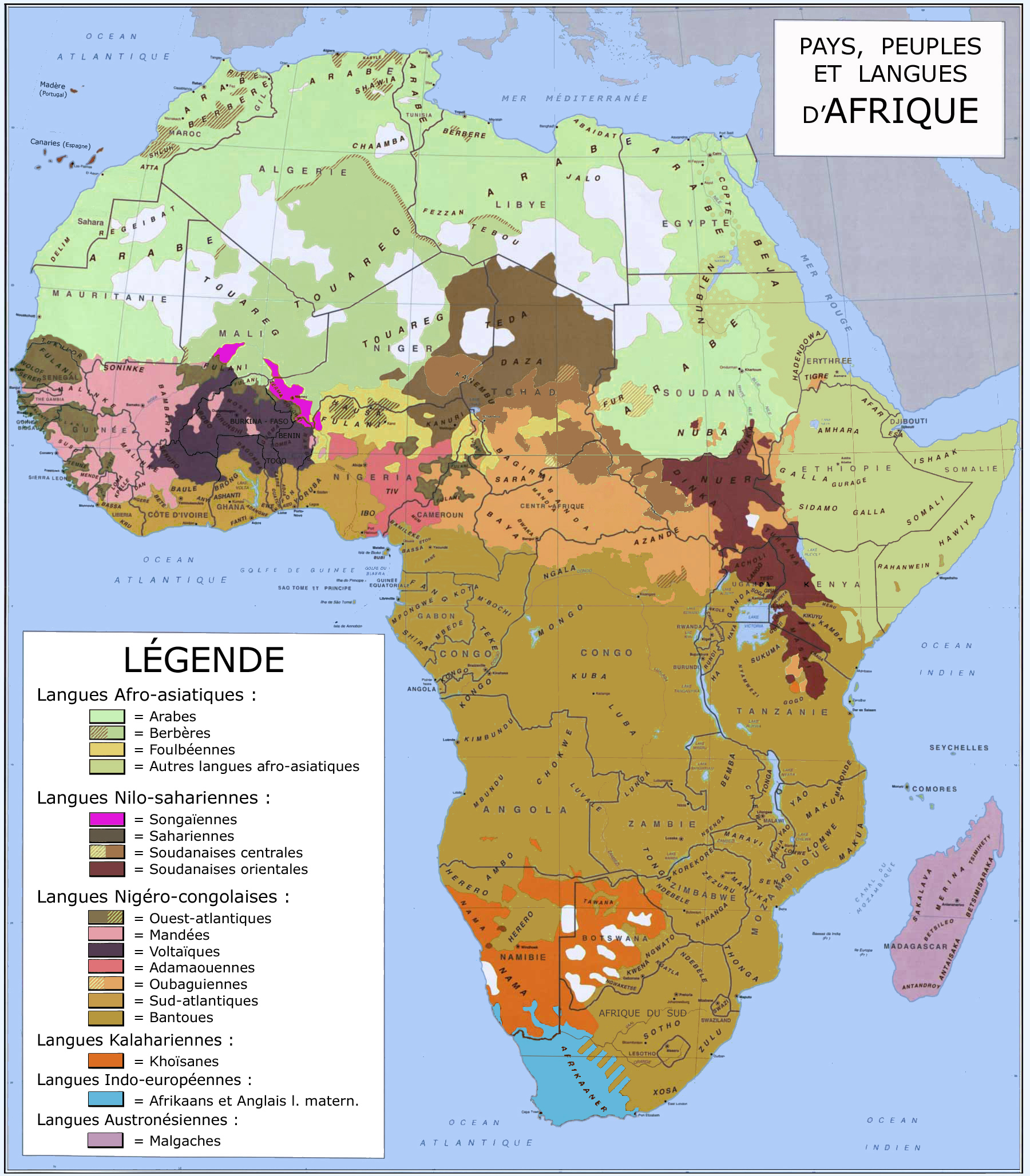
Groupes ethniques d'Afrique en 1996.

Les États nouvellement indépendants, notamment au cours des années 1960, ont tenté d'éliminer le sentiment d'appartenance ethnique pour lui substituer l'identité nationale au sein des frontières héritées du Traité de Berlin – l'un des slogans du Front de libération du Mozambique proclamait que « Pour le bien de la Nation, la tribu doit mourir. » L'ethnie n'en est pas moins restée un fort vecteur d'identité, notamment depuis la récession économique des années 1980 lorsque les États se sont montrés peu aptes à prendre le relais de la famille élargie dans la satisfaction des besoins de base.